# Eilefsen Peak
Der Eilefsen Peak ist ein 230 m hoher Berg im Nordosten von Radford Island im Marshall-Archipel vor der Saunders-Küste des westantarktischen Marie-Byrd-Lands.
Wahrscheinlich wurde der Berg erstmals bei Überflügen während der Byrd Antarctic Expedition (1928–1930) gesichtet. Das Advisory Committee on Antarctic Names benannte ihn 1966 nach dem Norweger Albert Martin Eilefsen (1897–1986), Hundeschlittenführer bei der zweiten Antarktisexpedition (1933–1935) des US-amerikanischen Polarforschers Richard Evelyn Byrd.